# Neighbourhell
Neighbourhell è il sesto album in studio composto dagli Eldritch e presenta nella limited edition anche il videoclip di Save Me, oltre alla cover dei Faith No More From Out of Nowhere.

## Tracce
1. Still Screaming – 5:52
2. Save Me – 3:46
3. Bless Me Now – 3:04
4. The Dark Inside – 3:59
5. More Than Marylin – 4:37
6. Come To Life – 3:56
7. Zero Man – 4:31
8. Standing Still – 4:10
9. Toil Of Mine – 3:38
10. The Rain – 3:59
11. My Second World – 3:45

## Formazione
- Terence Holler - voce
- Eugene Simone - chitarra
- Rob Peck Proietti - chitarra
- John Crystal - basso
- Dave Simeone - batteria